# Сёстры Мунэката
«Сёстры Мунэката» (яп. 宗方姉妹 мунэката кё:дай, англ. The Munekata Sisters) — кинофильм режиссёра Ясудзиро Одзу, вышедший на экраны в 1950 году. Картина снята по мотивам романа Дзиро Осараги. Лента получила премию «Голубая лента» за лучшую мужскую роль и премию «Майнити» за лучшую мужскую роль второго плана (обе — Со Ямамура).

## Сюжет
Две дочери старого Мунэкаты приезжают навестить отца. Старшая дочь, спокойная  и рассудительная Сэцуко, из разговора с доктором узнаёт, что отец неизлечимо болен и должен скоро умереть. Младшая, задорная и легкомысленная Марико, знакомится в доме отца с Хироси, в которого, как она знает из дневника сестры, та когда-то была влюблена и который так и не женился. Сёстры возвращаются в другой город, где живут в доме с Мимурой, мужем Сэцуко, давно не имеющим работы и проводящим всё время за выпивкой. Оставаться на плаву позволяет лишь бар, который содержит Сэцуко. Марико расстроена из-за несчастливой семейной жизни сестры и считает, что та достойна большего. Она начинает встречаться с Хироси, вызывающим у неё романтические ассоциации, и предлагает ему жениться на ней, однако тот отказывается: он по-прежнему любит её сестру. Поэтому Марико хочет вновь сблизить их, тем более что Мимура, также прочитавший дневник жены, полон подозрений. Однажды его мрачный настрой выходит наружу: он предлагает развод и даёт Сэцуко несколько пощёчин. Совместная жизнь больше невозможна, однако спустя несколько дней Мимура, выпив особенно много, умирает от сердечного приступа. Сэцуко свободна и может вновь быть с Хироси, но решает искать свой путь; Хироси готов ждать её, сколько потребуется. В финальной сцене сёстры гуляют по городу; Сэцуко наконец чувствует себя счастливой.

## В ролях
- Кинуё Танака — Сэцуко Мунэката
- Хидэко Такаминэ — Марико Мунэката
- Кэн Уэхара — Хироси Тасиро
- Санаэ Такасуги — Ёрико Масита
- Тисю Рю — Тадатика Мунэката
- Со Ямамура — Рёсукэ Мимура
- Юдзи Хори — Маэдзима
- Тацуо Сайто — Дзё Утида
- Ёсико Цубоути — Миэко

## О фильме
43-й фильм Ясудзиро Одзу снимался с мая по август 1950 года на основе популярного романа Дзиро Осараги, издававшегося по частям в газете «Асахи симбун». Это первая работа Одзу, снятая за пределами студии Shochiku — для компании Shintoho, организованной незадолго до этого несколькими звёздами японского кино. На эту компанию работали первоклассные актёры, однако режиссёров приходилось привлекать со стороны. Бюджет фильма — 50 млн йен (около 138 тыс. долларов США) — был самым высоким на тот момент в японском кино. Однако Одзу остался недоволен необходимостью подбирать актёров под готовых персонажей и в дальнейшем старался снимать фильмы на основе собственных сценариев.